# چاتار
چاتار (به مجاری:  Csatár) یک منطقهٔ مسکونی در مجارستان است که در زالا واقع شده‌است.